# Scott Barchard Wilson
Scott Barchard Wilson (1865 - 1923) fue un ornitólogo y explorador británico.
En 1887, su profesor en la Universidad de Cambridge, Alfred Newton, le mandó a Hawái a estudiar y recoger especímenes de aves. A su vuelta escribió Aves Hawaiienses (1890-1899) junto con Arthur Humble Evans, e ilustrado por Frederick William Frohawk. También a raíz de ese viaje describió muchas nuevas especies de aves nuevas para la ciencia.

## Otras publicaciones
- frederick w. Frohawk, scott barchard Wilson, sheila Buff. 1989. Frohawk's Birds of Hawaii. Ed. Wellfleet, 136 pp. ISBN 1555215122, ISBN 9781555215125

## Abreviatura (zoología)
La abreviatura Scott Barchard Wilson  se emplea para indicar a Scott Barchard Wilson como autoridad en la descripción y taxonomía en zoología.

- scott barchard Wilson. 1890. On a new finch from Midway Island, North Pacific 3 pp.